# كأس إسكتلندا 1937–38
كأس اسكتلندا 1937–38 (بالإنجليزية: 1937–38 Scottish Cup)‏ هو موسم من كأس اسكتلندا. فاز فيه نادي إيست فيف.